# Nicolas Rajsel
Nicolas Rajsel (Pontoise, 31 mei 1993) is een Sloveens-Frans voetballer die bij voorkeur als vleugelspeler speelt.

## Clubcarrière
Rajsel speelde in de jeugd bij Paris Saint-Germain. In januari 2014 trok hij naar het Sloveense NK Celje. De volgende transferperiode maakte hij de overstap naar Union. In zijn eerste seizoen maakt de vleugelspeler elf doelpunten in 25 competitieduels. In 2015 promoveerde de club naar de tweede klasse. Op 30 augustus 2015 maakte hij een hattrick tegen Dessel Sport. Tijdens het seizoen 2015/16 maakte Rajsel twaalf doelpunten in dertig competitieduels. Tijdens het seizoen 2016/2017 speelde Rajsel zich in de kijker van enkele eersteklassers door dertien doelpunten te maken in eenendertig competitieduels. Op 22 mei 2017 geraakte bekend dat hij voor drie seizoenen had getekend bij KV Oostende.
Het eerste seizoen van Rajsel bij Oostende viel al meteen in het water, want de aanvaller scheurde tijdens de voorbereiding zijn voorste kruisbanden tijdens een oefenwedstrijd tegen KSV Roeselare. Pas op de slotspeeldag van de reguliere competitie van het seizoen 2017/18 kon hij tegen Standard Luik zijn officiële debuut maken voor de club. Het seizoen daarop werd hij uitgeleend aan Roeselare, de club waartegen hij zijn zware blessure opliep. Daar scoorde hij in 22 wedstrijden in Eerste klasse B drie keer. Na zijn terugkeer naar de Versluys Arena slaagde Rajsel er echter opnieuw niet in om door te breken bij KV Oostende, waarop zijn contract begin februari 2020 in onderling overleg ontbonden werd.
Nog geen week na zijn vertrek bij KV Oostende vond Rajsel onderdak bij Qäbälä PFK.